# Rubus trivialis
Rubus trivialis är en rosväxtart som beskrevs av André Michaux. Rubus trivialis ingår i släktet rubusar, och familjen rosväxter. Inga underarter finns listade i Catalogue of Life.

## Bildgalleri

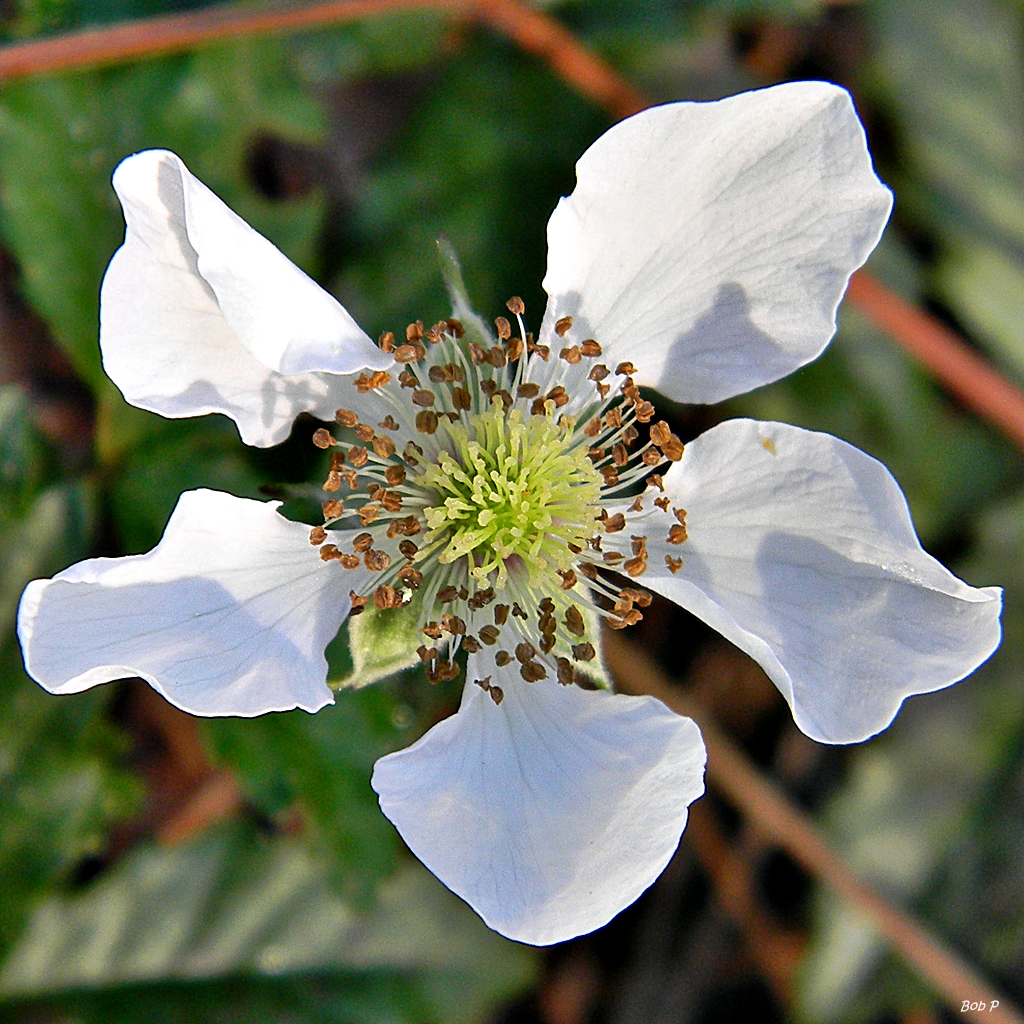